# No me mientas que te creo
No me mientas que te creo (título original Another You) es una película de comedia estadounidense estrenada en 1991, dirigida por Maurice Phillips y producida por Ziggy Steinberg quien también trabajó como guionista. La película está protagonizada por Richard Pryor, Gene Wilder, Mercedes Ruehl, Vanessa Williams y Kevin Pollak en los papeles principales. Se estrenó en los Estados Unidos el 26 de julio de 1991.
La película, un fracaso de crítica y de taquilla, fue la cuarta y última que protagonizaron Pryor y Wilder juntos, cooperación que había comenzado con la película Silver Streak (El expreso de Chicago) en 1976. Another You fue la última película en la que ambos actores tuvieron un papel protagonista, así como la aparición  final de Wilder en una película teatral.

## Sinopsis
George (Gene Wilder), un expaciente mental y mentiroso patológico, es dado de alta del hospital. Una compañía de actores contratados por Rupert Dibbs (Stephen Lang), un gerente de negocios sin escrúpulos, lo confunde rápida y deliberadamente con el millonario heredero de la cervecería Abe Fielding. Rupert necesita que George crea que es Fielding para matarlo y heredar la fábrica de cerveza Fielding y la fortuna familiar.
Eddie Dash (Richard Pryor), un estafador, se hace amigo de George debido a una asignación de servicio comunitario. Al principio, intenta capitalizar la identidad equivocada de George, pero después de ser presionado por Rupert para que mate a George con fines de lucro, le da la vuelta a Rupert y ayuda a George a fingir su muerte, solo para regresar a la tierra de los vivos y heredar la cervecería. y la fortuna Fielding en su lugar. En el camino, Eddie y George convierten a dos de las asociadas femeninas de Rupert en aliadas y socias.

## Reparto
- Richard Pryor como Eddie Dash
- Gene Wilder como George/Abe Fielding
- Mercedes Ruehl como Elaine
- Stephen Lang como Rupert Dibbs
- Vanessa Williams como Gloria
- Vincent Schiavelli como dentista
- Craig Richard Nelson como Walt
- Kevin Pollak como Phil
- Phil Rubenstein como Al

## Producción
La película se estrenó cinco años después de que Pryor revelara que le habían diagnosticado esclerosis múltiple en 1986, y su deterioro físico es más que evidente en esta película. Más tarde, Pryor dijo que «se jodió personal y profesionalmente con esa película. Despidieron al director y contrataron a otro ego. Me dijeron que no iba a tener que volver a filmar escenas, pero el nuevo ego me obligó a hacerlo de todos modos. Fue entonces cuando descubrí que las cosas no me iban bien profesionalmente».
Peter Bogdanovich fue el director original, pero fue reemplazado después de solo cinco semanas de rodaje en Nueva York; En la última noche de la filmación, Peter Bogdanovich recibió una llamada telefónica de su agente alrededor de la medianoche, informándole que lo reemplazarían como director. Después de revisar las imágenes con el director sustituto, se determinó que ninguna de las imágenes de Nueva York era utilizable y el guion se reescribió para filmarlo en su totalidad en Los Ángeles. La película fue nuevamente filmada y terminada en Los Ángeles, y no se utilizó ninguna de las imágenes que había rodado Bogdanovich.
En Gilbert Gottfried's podcast (Gilbert Gottfried's Amazing Colossal Podcast!). En 2016, Bogdanovich describe cómo él y Gene Wilder no se llevaban bien porque Bogdanovich dedicaba la mayor parte de su tiempo y energía a Richard Pryor, debido a sus graves problemas de salud. Aunque Bogdanovich afirmó que la película solo recibió luz verde porque involucró a Pryor en primer lugar (el estudio aparentemente no quería que Wilder la protagonizara solo), cree que fue Wilder quien hizo campaña con éxito para que lo reemplazaran por otro director. El propio Gottfried fue elegido para la versión de Bogdanovich de Another You, pero fue eliminado de la película cuando se volvió a filmar.

## Recepción
Another You fue un rotundo fracaso de taquilla. Se sitúa entre las diez películas estrenadas por tener la mayor caída en taquilla en el segundo fin de semana, cayendo un 78.1% de $ 1.537.965 a $ 334.836. La película tiene actualmente una calificación del 5% en Rotten Tomatoes, basada en veinte reseñas. Las audiencias encuestadas por CinemaScore le dieron a la película una calificación de «C» en una escala de A + a F.
Stephen Holden del The New York Times calificó la película como «una comedia frenéticamente incoherente» con un guion que «parlotea de maneras que ni siquiera el Sr. Wilder, que lleva la peor parte del diálogo, puede hacer divertido. El papel del Sr. Pryor es insignificante y su diálogo escaso. Cuando todo lo demás falla, se reduce a repetir obscenidades».
Joseph McBride de la revista Variety escribió que «el débil guion del productor Ziggy Steinberg recibe una dirección descuidada del hombre que reemplazó a Peter Bogdanovich en lo que se anuncia como "una película de Maurice Phillips" (la mejor broma de la película)... Aunque Pryor muestra viejos destellos de su antigua brillantez cómica y encanto, es doloroso ver cómo sus problemas de salud lo han afectado en este papel».
Michael Wilmington del Los Angeles Times escribió: «El guion del productor y escritor Ziggy Steinberg es como una piedra atada al cuello de la película que la hunde, a pesar de todos esos globos llamativos y brillantes que la levantan». Gene Siskel del Chicago Tribune le dio a la película la mitad de una estrella de cuatro, calificándola de «comedia completamente inútil» sin «risas».